# Marchal
Marchal és un municipi de la província de Granada, situat en la Comarca de Guadix, i limita al nord amb Purullena, a l'oest amb Cortes y Graena, al sud amb Beas de Guadix, i a l'est amb Guadix. Dins del seu terme municipal es troba el paratge conegut com les Cárcavas de Marchal, declarat Monument natural per la Junta d'Andalusia.